# 大沢悠里のゆうゆうサンデー
大沢悠里のゆうゆうサンデー（おおさわゆうり - ）は、TBSラジオ「山田愛里 プレシャスサンデー」内で2008年3月まで放送されていたラジオ番組。大沢悠里のゆうゆうワイドと違い、ゆったりとしたトークを放送していた。

## 放送時間
- 日曜日 7:15〜7:25

## 出演者
- 大沢悠里 （フリーアナウンサー）
- 山田愛里 （TBSアナウンサー）

## 関連事項
- 大沢悠里のゆうゆうワイド